# Stenogryllus
Stenogryllus is een geslacht van rechtvleugeligen uit de familie krekels (Gryllidae). De wetenschappelijke naam van dit geslacht is voor het eerst geldig gepubliceerd in 1878 door Saussure.

## Soorten
Het geslacht Stenogryllus omvat de volgende soorten:
- Stenogryllus bromia Otte & Perez-Gelabert, 2009
- Stenogryllus diadelos Otte & Perez-Gelabert, 2009
- Stenogryllus disjectus Otte & Perez-Gelabert, 2009
- Stenogryllus epimeces Otte & Perez-Gelabert, 2009
- Stenogryllus exallos Otte & Perez-Gelabert, 2009
- Stenogryllus fremens Otte & Perez-Gelabert, 2009
- Stenogryllus longiusculus Walker, 1870
- Stenogryllus phthisicus Saussure, 1878
- Stenogryllus psophodes Otte & Perez-Gelabert, 2009
- Stenogryllus pudens Otte, 2006